# The Butts Band (album)
The Butts Band je debutové a eponymní studiové album anglické rockové hudební skupiny The Butts Band, vydané v roce 1974.

## Seznam skladeb
1. "I Won't Be Alone Anymore" (Robby Krieger)
2. "Baja Bus" (Robby Krieger)
3. "Sweet Danger" (Jess Roden)
4. "Pop-A-Top" (Jess Roden, Phil Chen)
5. "Be With Me" (Robby Krieger)
6. "New Ways" (Jess Roden)
7. "Love Your Brother" (Robby Krieger)
8. "Kansas City" (Jerry Leiber, Mike Stoller)

## Sestava
- Phillip Chen – baskytara, kytara
- Roy Davies – klávesy, syntezátor
- John Densmore – bicí
- Robby Krieger – kytara
- Larry McDonald – konga
- Jess Roden – zpěv, kytara
- Allan Sharp – konga
- Mick Weaver – piáno, varhany